# Мост Ломоносова
Мост Ломоно́сова (c 1798 по 1948 год — Чернышёв мост; до 1798 года — Екатерининский мост) — автодорожный мост комбинированной конструкции через реку Фонтанку в Центральном районе Санкт-Петербурга, соединяющий Спасский и Безымянный острова. Один из выдающихся памятников мостостроительной культуры города. Объект культурного наследия России федерального значения.

## Расположение
Расположен по оси улицы Ломоносова. Рядом с мостом расположена улица Зодчего Росси, бюст М. В. Ломоносова.
Выше по течению находится Аничков мост, ниже — Лештуков мост.
Ближайшая станция метрополитена — «Гостиный двор».

## Название
Первоначально мост назывался Екатерининским в честь Екатерины II, однако вскоре после постройки был переименован в Чернышёв мост (от находившейся здесь загородной усадьбы графа Чернышёва). 23 августа 1948 года мост был переименован в честь М. В. Ломоносова. Одновременно сменила название и примыкающая к мосту Чернышёва площадь, также в честь Ломоносова. На площади был установлен памятник этому многоплановому учёному, поэту, художнику.

## История

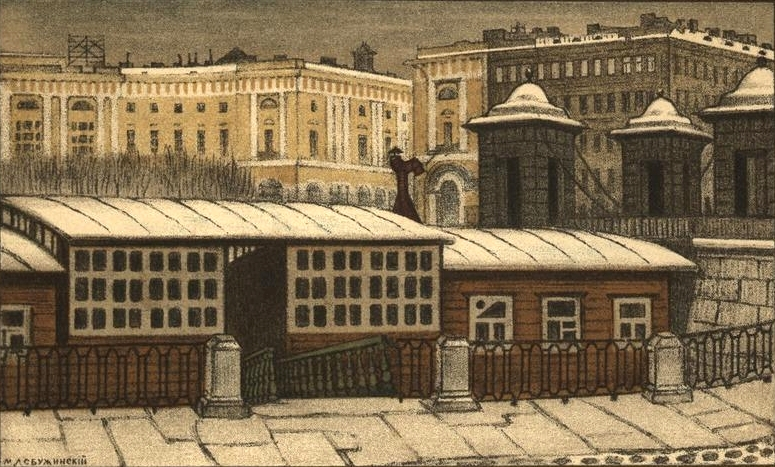
На рисунке Мстислава Добужинского

Мост был построен в 1785—1788 годах (поскольку мост изначально не предусматривался проектом, для его сооружения пришлось разбирать недавно законченные гранитные набережные Фонтанки). Авторами проекта разные источники называют инженеров Ф. Бауэра (Баура), И. К. Герарда, П. К. Сухтелена, К. Ф. Модераха, архитекторов Ю. М. Фельтена и В. И. Баженова. Большинство же источников отдают предпочтение французскому инженеру Ж.-Р. Перроне. Мост имел каменные опоры и каменные арочные береговые пролётные строения, с башнями на быках, центральный деревянный пролёт был разводным. Разводные механизмы находились в четырёх гранитных башнях. Это был один из 7 типовых трёхпролётных мостов через реку. В наше время сохранились только два из этих мостов: мост Ломоносова и Старо-Калинкин.

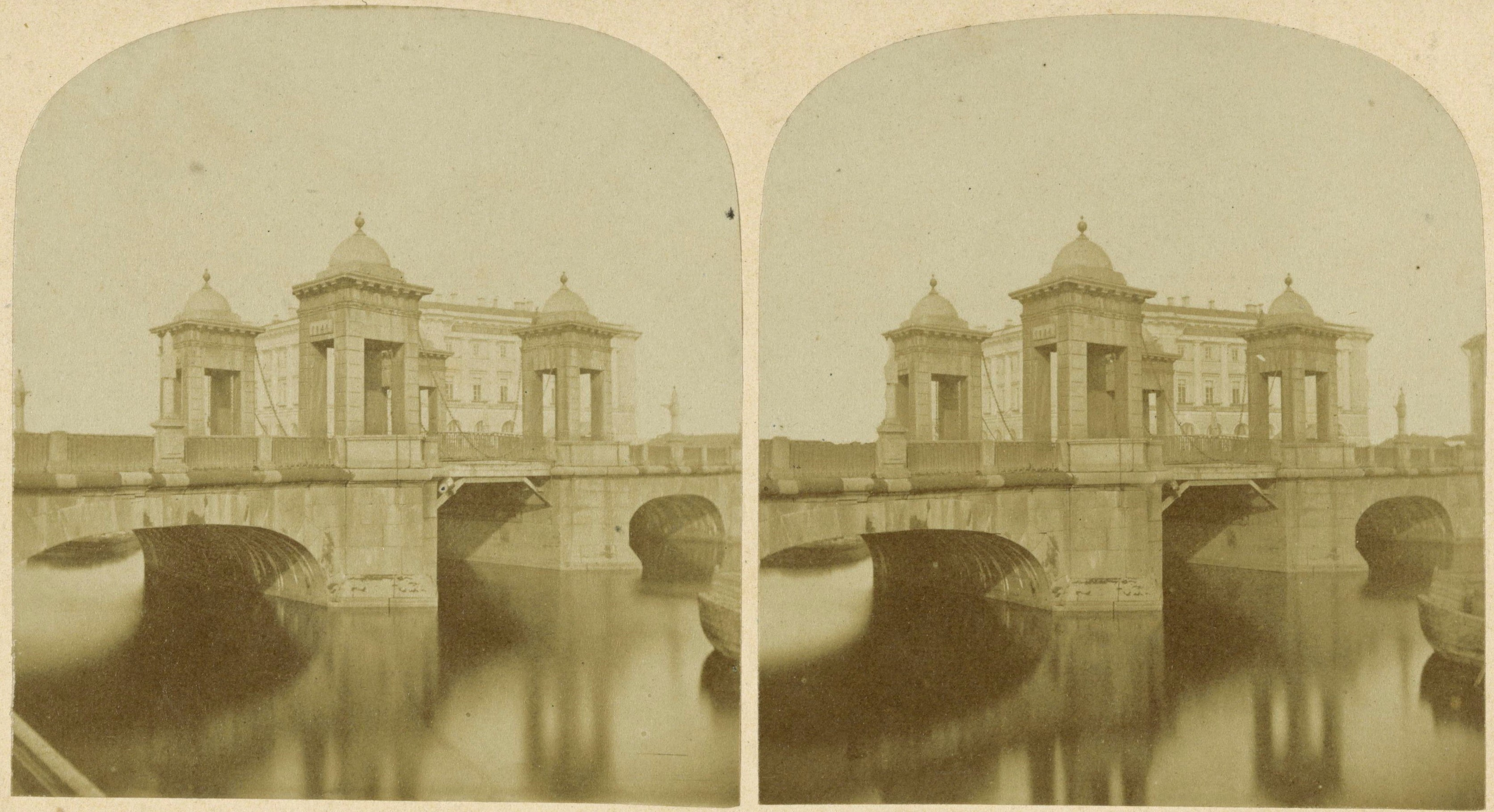
Чернышёв мост, около 1860 года.

В 1826 году появился первый проект переустройства моста. Он предусматривал перекрытие среднего пролёта чугунными сборными ящиками-клиньями, для чего предполагалось разобрать деревянный разводной пролёт, а также надмостные башни, и расширение проезжей части устройством тротуаров на кронштейнах. Проект был утвержден 20 июля 1826 года, но не был осуществлён. В 1859 году средний разводной пролёт был заменён деревянной подкосной фермой, а проезжая часть отделена от тротуаров.
Попытки перестроить Чернышев мост из-за недостаточной ширины проезжей части последовательно повторялись с 1870-х годов, причём в столичной печати об этом сообщалось как о решенном вопросе.
В 1902 году Городская дума поручила разработать проект нового моста инженеру Г. Г. Кривошеину. В докладе Городской Управы по этому вопросу, представленном в октябре 1906 года, отмечалось, что «в целях создания сооружения вполне рационального, удовлетворяющего условиям движения экипажного и судового, а также условиям художественным по внешней форме моста, следует отказаться от мысли сохранить на мосту башни, потерявшие своё прежнее назначение», что эти башни, «не украшая моста», стесняют ширину проезда. А так как мост необходимо было расширить, то расходы на сохранение башен казались тогда совершенно неоправданными и ненужными. В 1907 году Городской управой был одобрен проект, разработанный Кривошеиным в содружестве с архитектором В. П. Апышковым. Проект предполагал перенос башен Чернышова моста на береговые устои или полный отказ от них как от «бесполезных сооружений». Старый каменный мост предусматривалось полностью разобрать и возвести на его месте совершенно новое сооружение со стальным пролётным строением.

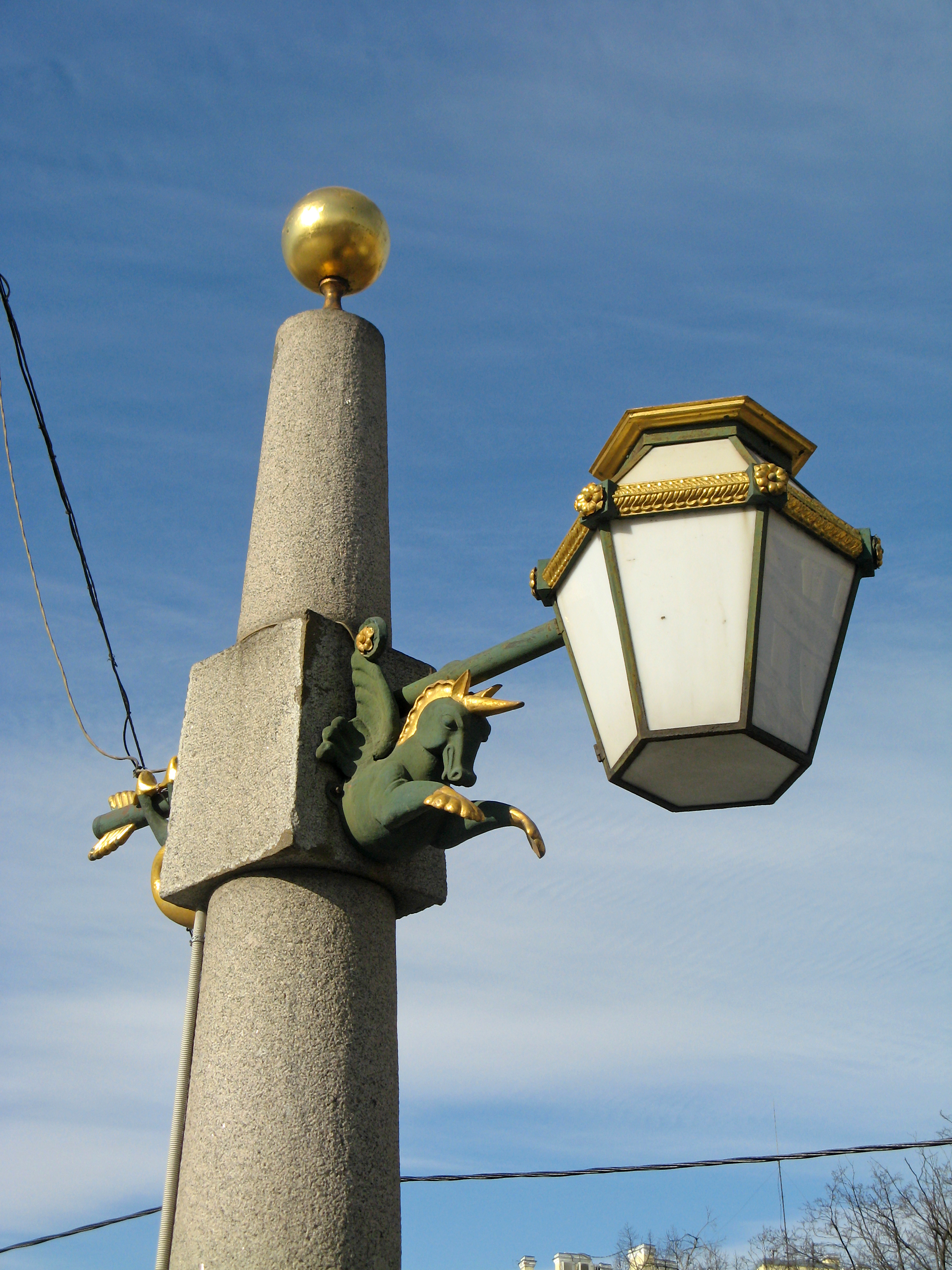
Гранитный обелиск с фонарём

События первой русской революции 1905—1907 годов помешали осуществить этот замысел. Вопрос о реконструкции Чернышева моста был вновь поднят в начале 1910-х годов, но за сохранение облика моста развернулась полемика. Идею сохранить внешний вид моста поддерживали Академия художеств и Общество архитекторов. В 1912 году был одобрен проект, предусматривающий сохранение внешнего вида моста. 
В 1912—1913 годах под руководством инженера А. П. Пшеницкого мост был капитально отремонтирован. Предполагавшуюся здесь линию трамвая удалось перенести на соседние мосты, а его сохранить для обычного движения. Опоры и своды были полностью переложены, причём часть прежних гранитных блоков использована вновь, а часть пришлось заменить новыми. Мост был технически обновлен, но его архитектурный облик остался прежним. Вместо деревянного подкосного пролётного строения, появившегося на месте бывшего разводного пролёта в XIX веке, были установлены стальные клепаные двутавровые балки. Сохранились и массивные железные цепи: в совокупности с гранитными башнями они напоминают о том, что некогда средний пролёт моста был подъемным. 
В 1915 году архитектор И. А. Фомин исполнил проект освещения моста. Согласно этому проекту при въездах на мост были поставлены четыре невысоких гранитных обелиска с гранеными фонарями, поддерживаемыми кронштейнами с золочеными фигурками морских коньков.
Во время блокады мост пострадал от артиллерийских обстрелов: были разрушены все чугунные перила, сброшены гранитные парапеты, уничтожены гранитные фонари-обелиски.
В 1949, 1950—1952, 1967, 1986, 2006 годах на мосту производились ремонтные и реставрационные работы, в результате которых были восстановлены утраченные к тому времени гранитные обелиски с фигурными фонарями и кронштейнами.

## Конструкция

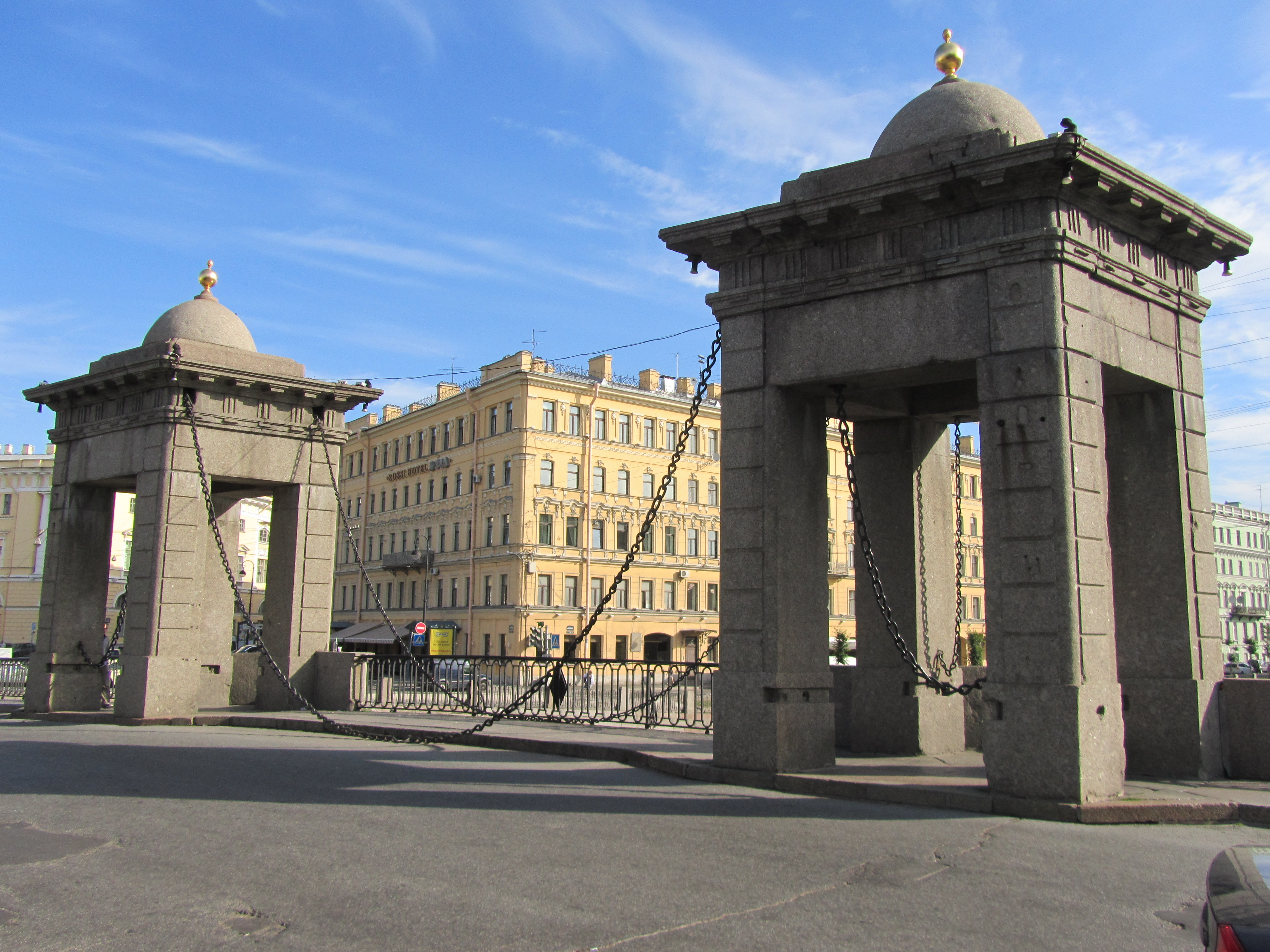
Башни-павильоны моста

Мост трёхпролётный. Боковые пролёты одинаковы по величине и перекрыты коробовыми каменными сводами, средний пролёт перекрыт металлическими балками. Опоры моста каменные на свайном основании, облицованы выборгским гранитом. Общая длина моста составляет 57,12 м, ширина — 14,66 м.
Ось моста проходит под некоторым углом к набережной Фонтанки. Такое положение моста обусловило асимметричное решение, при котором фасадные стороны, обращенные к воде, получились неравновеликими, а башенные надстройки потеряли свою квадратную в плане форму. Однако в натуре и с дальних расстояний это не замечается. Мост Ломоносова отличает гармоничность всего сооружения, найденность пропорции, ясность композиционного замысла.
Башенные надстройки выполнены в виде открытых беседок, состоящих из слабо рустованных колонок ромбического сечения, поддерживающих антаблементы дорического ордера и завершенных сферическими куполами с шаровидными золочеными урнами. Башни соединены металлическими цепями. На промежуточных опорах расположены четыре треугольные смотровые площадки:24. 
Мост предназначен для движения автотранспорта и пешеходов. Проезжая часть моста включает в себя 2 полосы (1+1) для движения автотранспорта. Покрытие проезжей части — асфальтобетон, на тротуарах уложены гранитные плиты. Перильное ограждение моста аналогично перильному ограждению набережной — кованые металлические секции, установленные между гранитными тумбами. На открылках установлен гранитный парапет. При въездах на мост установлены четыре гранитных круглых обелиска с гранеными фонарями, поддерживаемыми кронштейнами с золочеными фигурками морских коньков-гиппокампов. Фасадные арки облицованы гранитными блоками, с «веерной» укладкой и замковыми камнями:26—27.